# Gradečki Pavlovec
Gradečki Pavlovec es una localidad de Croacia en el municipio de Gradec, condado de Zagreb.

## Geografía
Se encuentra a una altitud de 123 m s. n. m. a 50,7 km de la capital nacional, Zagreb.

## Demografía
En el censo 2011, el total de población de la localidad fue de 513 habitantes.
Según estimación 2013 contaba con una población de 462 habitantes.